# ドーレ・クラウス
ドーレ・クラウス（Dore Kraus、1966年 - ）は、オーストラリアで活動していたアメリカ合衆国の元俳優。

## プロフィール
コロラド州、ニューヨーク州、アリゾナ州、カリフォルニア州サンタバーバラ郡サンタ・イネスと移り住む。父親は数学者兼電気技師で、アメリカ軍でステルス戦闘機の設計などに関わっていた。
張卓慶に会う為にオーストラリアに渡り、メルボルンで彼の道場に入門する。その後、当時交際していた女性が映画監督の仕事をしていたことから彼女の紹介でエージェントと契約し、映画『Hunting』の運転役でデビュー。
日本国内では1990年製作の特撮ドラマ『ウルトラマンG』のウルトラマングレート／ジャック・シンドー隊員役で知られる。同作出演後は『The Medium』に出演する為、1年間シンガポールに滞在。その後はアメリカに戻り、映画『ライジング・サン』のオーディションに応募するが落選。テレビドラマ『サンタ・バーバラ』のオーディションにも落選したことから俳優業を休業し、ワイン関係の事業を始める。クラウスによればワイン関係で知り合った人物の身内などから俳優業のオファーが来たこともあったが、興味が薄れたとして引き受けることは無かったとしている。
現在はモンゴルで永合豐紅酒部專員を行っている。2020年7月には、KaijucastというYouTuberが行ったオンラインイベントに参加し、質疑に応じている。

## 主な出演作品

### 映画
- Hunting（1990年） - 運転手[1]
- A Kink in the Picasso（1990年） - ミスター・ヤマザキ
- The Medium（1992年）

### ビデオ
- ウルトラマンG（1990年） - ウルトラマングレート／ジャック・シンドー[1]

### テレビ
- Embassy（1990年） - テロリスト[1]